# Forcelles-sous-Gugney
Forcelles-sous-Gugney település Franciaországban, Meurthe-et-Moselle megyében. Lakosainak száma 89 fő (2022. január 1.). Forcelles-sous-Gugney Diarville, Bouzanville, Fraisnes-en-Saintois, Gugney, Housséville, Saxon-Sion és Boulaincourt községekkel határos.

## Népesség
A település népességének változása:
| Lakosok száma | 101  | 84   | 81   | 96   | 92   | 94   | 94   | 93   | 92   | 89   |
|               | 1968 | 1982 | 1990 | 2006 | 2013 | 2015 | 2017 | 2019 | 2020 | 2022 |